# 經略安撫使
經略安撫使，又有經略使、安撫使、宣慰使、宣撫使等名稱，是中國歷史上的官名，為由朝廷派遣，以巡按地方事務的官員，後多為高階軍官；甚至是少數民族首領的加職。

## 簡介
最早在隋代有安撫大使之名，至唐代初安撫使為臨時派往各道處理事務的大臣，但中唐以後不設。晚唐派大臣巡视战后地区或水旱灾区，称宣慰安撫使或宣抚使。
宋代為了中央集權，避免藩鎮割據，地方上的節度使、觀察使都只是虛銜，僅設知州直屬中央，但知州所轄範圍較小，不能處理較大區域事務，所以必要時由朝廷派遣中央官員為安撫使來管理較大區域，如宋真宗時曾以王欽若（時為翰林學士）為四川安撫使，以直秘閣以上充，掌一路兵民之事，北宋時許多沿邊地區多設置此官以防邊。
北宋偶有派枢密院大臣或政事堂大臣出巡地方，掌抚绥边境、安慰百姓及统护将帅、督视军旅之事，稱宣慰使，演变为战时管辖一路或数路軍隊的军事统帅。
南宋軍興，幾乎各地遍設，權力也較大，設在邊區的稱經略安撫使，舊制，安撫總一路兵政，以知州兼充，太中大夫以上，或曾歷任侍從乃得之，品卑者止稱主管某路安撫司公事，如兼任者原本在二品官以上，另稱為安撫大使。
元代，安撫使、宣慰使、宣撫使等職；成為路的行政長官。
明清時，安撫使是土司中安撫司的長官，僅設制於西南邊區。而經略多半是高階軍官的加銜，但亦有在北部邊疆地區設置防務要職，如：遼東經略：熊廷弼。
民初，设有宣抚使：
- 口北宣抚使
- 四川宣抚使
- 江西宣抚使
- 江西宣抚副使
- 江淮宣抚使
- 贵州宣抚使
- 两湖宣抚使
- 苏皖宣抚使

民初，设有经略使：
- 川边经略使
- 川粤湘赣四省经略使
- 蒙疆经略使：节制热河、察哈尔、绥远三都统

国民政府设有：
- 华北宣抚使：陈调元（1935年）、鹿钟麟（1945年抗战胜利后）、熊斌